# São Lourenço de Ribapinhão
São Lourenço de Ribapinhão is een plaats (freguesia) in de Portugese gemeente Sabrosa en telt 504 inwoners (2001).